# Paul-Henri Tisseau
Paul-Henri Tisseau, né le 26 février 1894 à La Caillère-Saint-Hilaire et mort le 30 juin 1964 à Bazoges-en-Pareds, est un des premiers traducteurs de Kierkegaard en français. Son travail a été publié en vingt volumes par les éditions de l'Orante. 

## Biographie

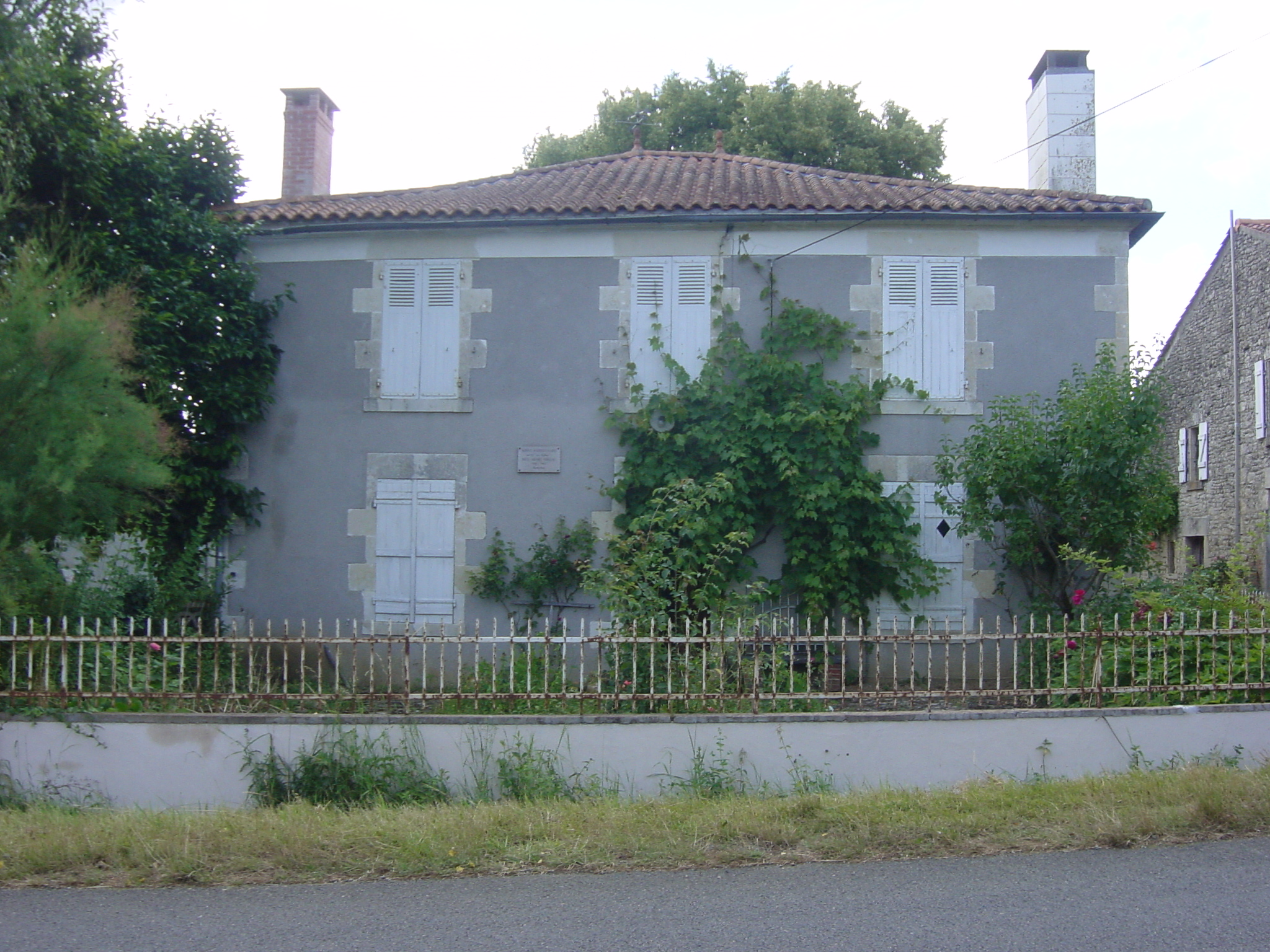
Maison de Paul-Henri Tisseau, à Bazoges-en-Pareds.

Ce pionnier a voué sa vie à la traduction des œuvres du philosophe existentialiste. Son inestimable bibliothèque fut bombardée en 1943, quand il habitait Nantes, où il était professeur de lettres au lycée Clemenceau (1938-1957). Il perdit un œil des suites d'un accident de la circulation (renversé par une voiture) puis devint progressivement aveugle. Sa fille, Else-Marie Jacquet-Tisseau  (1925-2003), prit le relais de ses traductions et termina, sur la demande expresse de son père, le travail inachevé. Cet humble professeur de latin du secondaire a publié presque toute sa besogne d'érudit passionné à ses frais, aux éditions de Bazoges-en-Pareds, devenues plus tard les éditions Tisseau.
Une plaque a été apposée sur sa maison en 1994, en présence de la famille Tisseau, du maire du village, de Jacques Lafarge, éditeur français de Kierkegaard dans la traduction de Paul-Henri Tisseau, et de l'ambassadeur du Danemark, pour le centenaire de sa naissance, et sur l'initiative exclusive de sa fille. On peut y lire ces mots, rédigés par Henri-Bernard Vergote : « Soren Kierkegaard eut ici "son lecteur" Paul-Henri Tisseau 1894-1964, Traducteur. »